# História das Testemunhas de Jeová

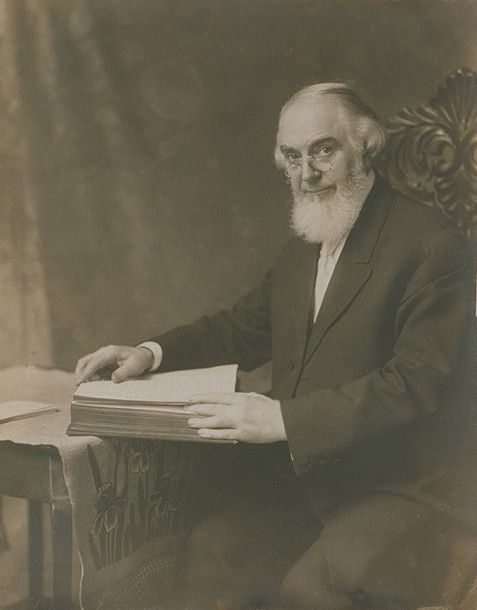
Charles Taze Russell em 1911.

A História das Testemunhas de Jeová remonta ao final do século XIX, tendo sua origem no movimento dos Estudantes da Bíblia, Pequeno grupo organizado pelo pregador Charles Taze Russell em meados dos anos 1870 em Allegheny (hoje parte de Pittsburgh, Pensilvânia), nos Estados Unidos da América.  Esta classe de estudos bíblicos, inicialmente formada de amigos achegados e familiares ex Amigos Adventistas de Russell, disponibilizava suas conclusões em publicações e periódicos que eram então distribuídos ao público.  Dentre estas publicações, destacava-se o periódico "Zion's Watch Tower" (A Torre de Vigia de Sião) iniciado em 1879  e, também, a série de livros "Studies in the Scriptures" (Estudos das Escrituras) publicados entre 1886 e 1904.  Com a impressão destas publicações e com a fundação da Sociedade Torre de Vigia de Bíblias e Tratados em 1881, Russell conduziu a obra dos Estudantes da Bíblia à uma expansão que atingiria nível mundial.  Ficou amplamente conhecido como "Pastor Russell", e atuou como o 1º presidente da Sociedade Torre de Vigia até o ano de sua morte, em 1916. 
Após o falecimento de Russell, desencadeou-se uma disputa quanto a quem iria assumir a presidência da Torre de Vigia.   Em 1917, um advogado e associado de Russell, Joseph Franklin Rutherford, de forma arbitrária desrespeitando o testamento de Russel, tornou-se o 2º presidente da Sociedade Torre de Vigia. Em contrapartida, em seu testamento, Russell exigia que uma comissão editora de no mínimo 5 membros assumissem a direção da sociedade.  Por essa razão, os Estudantes da Bíblia enfrentaram um período de cismas e divisões,  o que deu origem a uma série de grupos dissidentes da Torre de Vigia, alguns existentes até os dias de hoje, e que continuam a propagar o entendimento bíblico conforme ensinado pelo Pastor Russell. Sob a presidência de Rutherford, a Sociedade Torre de Vigia iniciou uma série de mudanças e reajustes doutrinais, e muitos dos entendimentos de Russell foram abandonados ou reajustados, gerando ainda outros cismas e divisões dentro do movimento.  Em 1931, Rutherford instituiu o nome de Testemunhas de Jeová para os que estavam associados à Sociedade Torre de Vigia,  e com isso, distinguiu-se dos grupos originais que se separaram da Torre de Vigia e mantiveram o nome Estudantes da Bíblia.
Baseando-se nas suas crenças, as Testemunhas de Jeová sustentam que sua história se inicia muito antes destes fatos modernos. Creem que sua obra é uma continuidade do mesmo trabalho realizado por servos de Deus no passado, conforme descrito na Bíblia. Por isso, em suas publicações, por exemplo, descrevem o personagem bíblico Abel como tendo sido o primeiro representante na linhagem das Testemunhas de Jeová.  Com o objetivo de fornecer um relato de sua própria história, a Sociedade Torre de Vigia publicou em 1992 o livro: "Testemunhas de Jeová - Proclamadores do Reino de Deus" que, basicamente, é a principal ferramenta utilizada pelas Testemunhas de Jeová hoje para conhecerem a história de seu movimento. 

## Influências do adventismo (1869 - 1879)

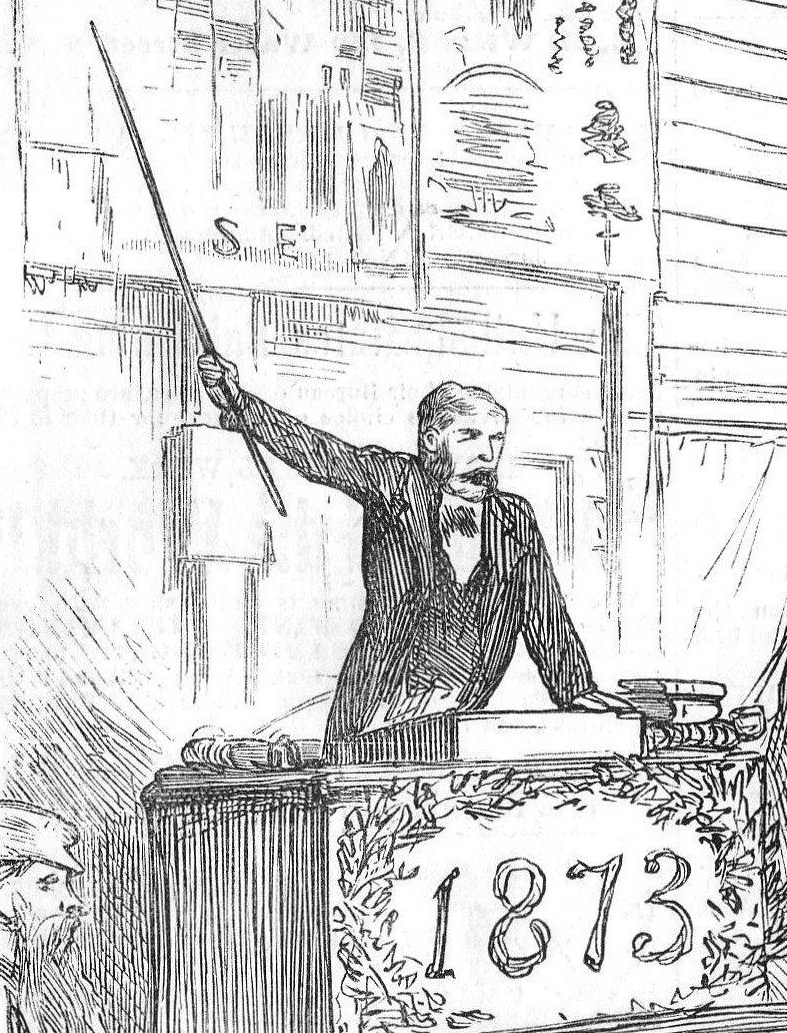
Charge retratando Jonas Wendell e sua proclamação da volta de Cristo para 1873.

As Testemunhas de Jeová afirmam que sua organização não é dissidente de nenhum outro grupo religioso.  No entanto, admitem que ministros religiosos de outras denominações exerceram influências desde os primórdios de seu movimento. Dentre estes ministros, podem ser citados Jonas Wendell, George Storrs e Nelson H. Barbour, todos eles destacados pregadores do movimento adventista. Por volta de 1869, Russell assistiu a uma reunião em Pittsburgh, Pensilvânia, onde congregava um grupo do chamado "segundo adventismo" (remasnescentes do Millerismo) e cujo pregador era Jonas Wendell, membro da Igreja Cristã do Advento. O próprio Russell, que na época estava com sua fé abalada, escreveu posteriormente que naquela simples pregação, o pastor Wendell conseguiu "restabelecer a sua fé na inspiração da Bíblia". 
Jonas Wendell, influenciado pela mensagem de William Miller, rejeitava os ensinos da igreja tradicional sobre a imortalidade da alma e dum inferno de fogo literal. Também, reinterpretou os livros bíblicos de Daniel e do Apocalipse e proclamou a volta de Cristo para o ano de 1873. Russell tornou-se convencido de que Deus revelaria seu propósito nos últimos dias da "Idade Evangélica" e formou um grupo independente de estudo da Bíblia em Pittsburgh. Ele rejeitou os ensinamentos adventistas que o objetivo do retorno de Cristo era para destruir a terra e, defendeu a ideia de que Cristo morreu para pagar um "preço do resgate", com a intenção de restaurar os seres humanos à perfeição com a perspectiva de viver para sempre. Assim como Wendell, ele rejeitou o conceito do inferno e da alma imortal. Em meados da década de 1870, ele publicou 50 mil cópias de um panfleto intitulado: "The Object and Manner of Our Lord's Return" (O Objetivo e a Maneira da Volta de Nosso Senhor), explicando seus pontos de vista e sua crença de que Cristo voltaria invisivelmente antes da batalha do Armagedom. Mais tarde, ele reconheceu a influência de outros ministros adventistas, como George Storrs (que assim como Miller, havia previsto o retorno de Cristo para 1844) e George Stetson na formação de suas doutrinas.